# 우장 (전한)
우장(萭章: 생몰년 미상)은 전한 후기의 인물로, 자는 자하(子夏)이며 경조윤 장안현(長安縣) 사람이다. 유협으로 명성이 있었다.

## 행적
전한의 도읍 장안은 크게 번성한 도시로, 거리마다 유협을 일삼는 무리들이 있었다. 우장은 성 서쪽의 유시(柳市)에 있어 '성서(城西)의 우자하(萭子夏)'라고 불렸다. 우장은 경조윤의 문하독(門下督)을 지냈는데, 그가 오면 앞다투어 그에게 인사하려 하였고, 아무도 경조윤과 이야기하려 하지 않았다. 
우장은 평소 중서령(中書令) 석현과 친분이 있었는데, 석현은 성제 때 실각하여 고향으로 돌아가게 되었다. 그 동안 모은 재물이 많아 우장에게 주려 하였는데, 우장은 받지 않았다. 빈객이 그 이유를 물으니, 이렇게 답하였다.
| “ | 나는 베옷을 입어 석군(石君: 석현)의 동정을 받았는데, 지금 석군이 파멸하였으니 편히 있을 수가 없습니다. 지금 그 재물을 받으면 석씨 집안의 재앙이 될 것인데, 우씨 집안이 그것을 복으로 삼겠습니까! | ” |

사람들은 우장의 의리에 탄복하였다. 하평 연간(기원전 28년~기원전 25년), 경조윤으로 부임한 왕존은 임지에서 유협을 일삼는 자들을 잡아들였다. 우장은 이때 목숨을 잃었다.

## 전기 자료
- 반고, 《한서》 권92 유협전